# 奧魯奇雷斯
奧魯奇雷斯（阿拉伯语：‎；约 1474年—1518年5月）是鄂圖曼帝國阿爾及爾的貝伊與西地中海的贝勒贝伊（相當於總督）。他與弟弟赫茲爾被合稱為巴巴羅薩兄弟（Barbarossa，意指紅鬍子）。奧魯奇出生於鄂圖曼帝國的萊斯沃斯島（今屬希臘），最終死於特萊姆森一場與西班牙軍隊的戰鬥中。
奧魯奇日後幫助眾多受迫害的摩里斯科人、穆斯林與猶太難民從西班牙移居至北非，而被尊稱為巴巴奧魯奇（Baba Oruç，意為父親奧魯奇），由於其發音與義大利語中的紅鬍子相似，因此歐洲人便開始以諧音巴巴羅薩的綽號稱呼奧魯奇
。

## 出身背景
奧魯奇的父親，雅各布·阿迦，是一名具有阿爾巴尼亞血統的土耳其人 。雅各布於1462年參加了鄂圖曼帝國征服當時屬於热那亚共和国萊斯沃斯島的戰役，戰爭結束後雅各布被授予該島的波諾瓦村（Bonova village）作為封地。雅各布娶了一位來自當地米蒂利尼的希臘女子為妻，她是一位名叫卡特琳娜（Katerina）的希臘正教會教士的遺孀 ，兩人育有四個兒子，分別是：伊沙克（İshak）、奧魯奇、赫茲爾（Hızır，即日後著名的巴巴羅薩·海雷丁帕夏）與伊利亞斯（İlyas）。雅各布後來成為一名成功的陶器商人，並購買了一艘船來交易他的商品。四個兒子則幫助他們的父親做生意，雅各布除了四個兒子外尚有兩名女兒，但史料對她們的生平所知甚少。起初奧魯奇幫忙管理船隻貿易，弟弟赫茲爾則負責陶器的事業。

## 早年職業

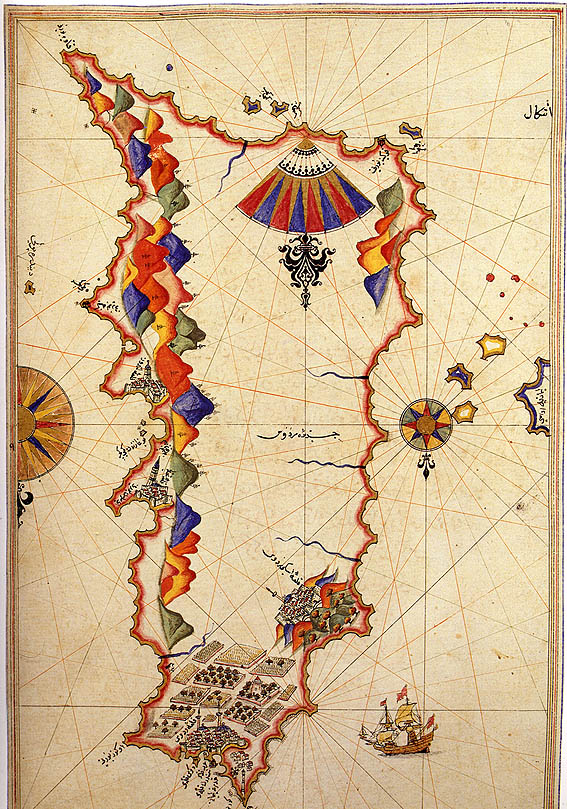
皮瑞雷斯繪製的羅德島古地圖

四兄弟都成為從事海上貿易的傑出水手。奧魯奇是兄弟中最早從事航海的海員，很快地最小的弟弟伊利亞斯也加入航海的事業。赫茲爾最初幫忙他們的父親經營陶器生意，但後來他也獲得了自己的一艘船，從此開啟他的海上生涯，最年長的大哥伊沙克則留在米蒂利尼，負責家族的財務管理。奧魯奇和伊利亞斯於黎凡特、安納托利亞、敘利亞和埃及間進行航海貿易，赫茲爾則主要在愛琴海的塞薩洛尼基一帶航行。
奧魯奇是一位非常成功的水手，在他職業生涯的早期，奧魯奇還學會了意大利語、西班牙語、法語、希臘語和阿拉伯語。在一次從黎巴嫩的黎波里進行貿易考察返航途中，奧魯奇與弟弟伊利亞斯遭到來自罗得岛醫院騎士團軍艦的襲擊，伊利亞斯在打鬥中不幸喪生，奧魯奇負傷，他們父親的船隻也被奪走，奧魯奇遭俘虜後被關押在騎士團的博德鲁姆城堡將近三年的時間。在打聽到哥哥奧魯奇的消息後，赫茲爾趕往博德鲁姆城堡，並成功幫助奧魯奇逃離堡壘。

## 海盜生涯

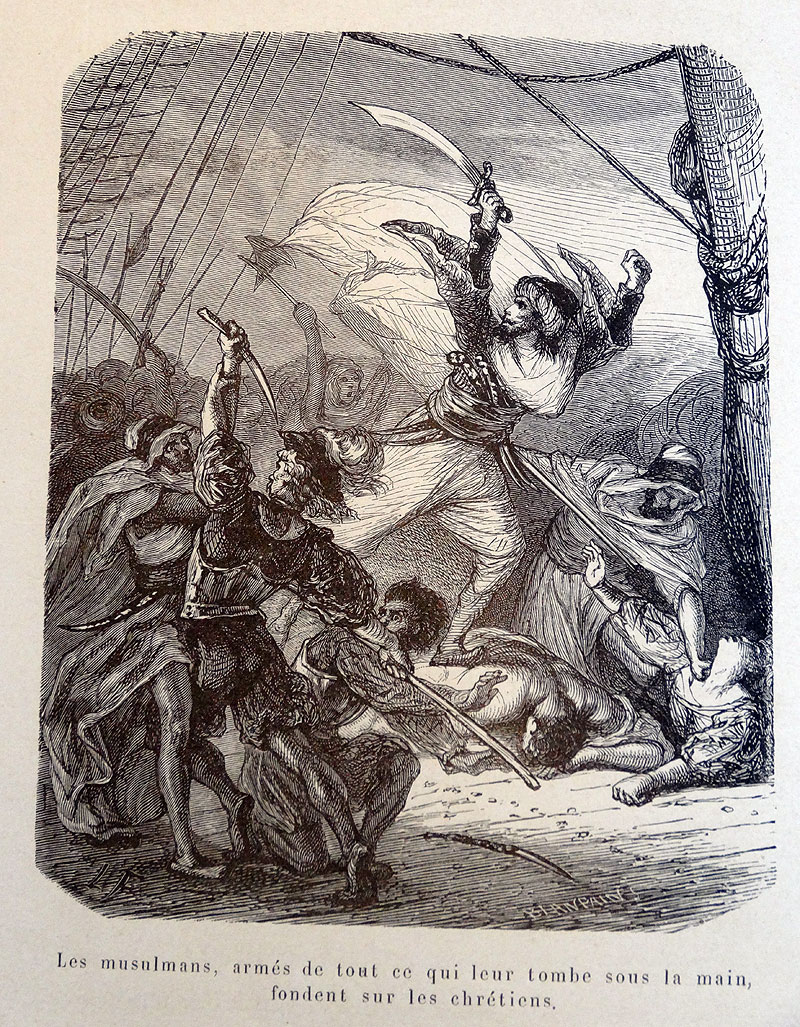
奧魯奇占領一艘槳帆船

奧魯奇重獲自由後前往安塔利亚，當地的總督科爾庫特王子給予奧魯奇十八艘船艦，並任命他負責對付使鄂圖曼貿易商船造成嚴重威脅的醫院騎士團。在接下來的幾年裡，當科爾庫特王子成為馬尼薩的總督後，他給了奧魯奇位於伊茲密爾港口二十四艘更大的船隻，並命令他參與鄂圖曼海軍遠征那不勒斯王国普利亞的軍事行動，在這趟遠征中，奧魯奇砲擊了沿海的幾座堡壘並捕獲兩艘船，在返回萊斯博斯島途中，他中途停靠优卑亚岛再次擄獲三艘大帆船和另一小艘船。此時奧魯奇得知科爾庫特王子因為繼承糾紛而逃往埃及，由於他跟科爾庫特王子的緊密合作關係，奧魯奇擔心受到牽連，因此航行前往埃及，在開羅他除了見到科爾庫特王子之外，也吸引了馬木留克王朝統治者阿什拉夫·坎蘇·葛里的注意，葛里給了他另一艘船並囑咐奧魯奇襲擊意大利的海岸與基督教勢力控制下的地中海島嶼。在開羅度過冬天後，奧魯奇從亞歷山卓啟航，一路沿著利古里亞和西西里島的海岸航行。
1503年，奧魯奇成功奪取三艘船，並將傑爾巴島作為新基地。赫茲爾不久也加入了奧魯奇在傑爾巴島的海盜新事業。在1504年，哈夫斯王朝的統治者阿布·阿卜杜拉·穆罕默德·哈米斯（Abu Abdullah Mohammed Hamis）蘇丹，允許奧魯奇兩兄弟使用極具戰略地位的拉古萊特港口作為根據地，為了這項特權，兩兄弟必須將他們三分之一的戰利品留給哈夫斯王朝的統治者。奧魯奇在一次行動中，在厄爾巴島附近抓獲兩艘大型屬於羅馬教皇的船隻。後來，在利帕里島附近，兩兄弟俘虜了一艘正要從西班牙前往那不勒斯的軍艦，船上有三百八十名西班牙士兵和六十名來自阿拉貢的西班牙騎士。1505年他們襲擊了卡拉布里亞的海岸。這些成就使兩兄弟的威名遠播，許多穆斯林海盜也加入他們的行列，1508年，奧魯奇襲擊了利古里亞一帶，其中包括迪亞諾馬里納。

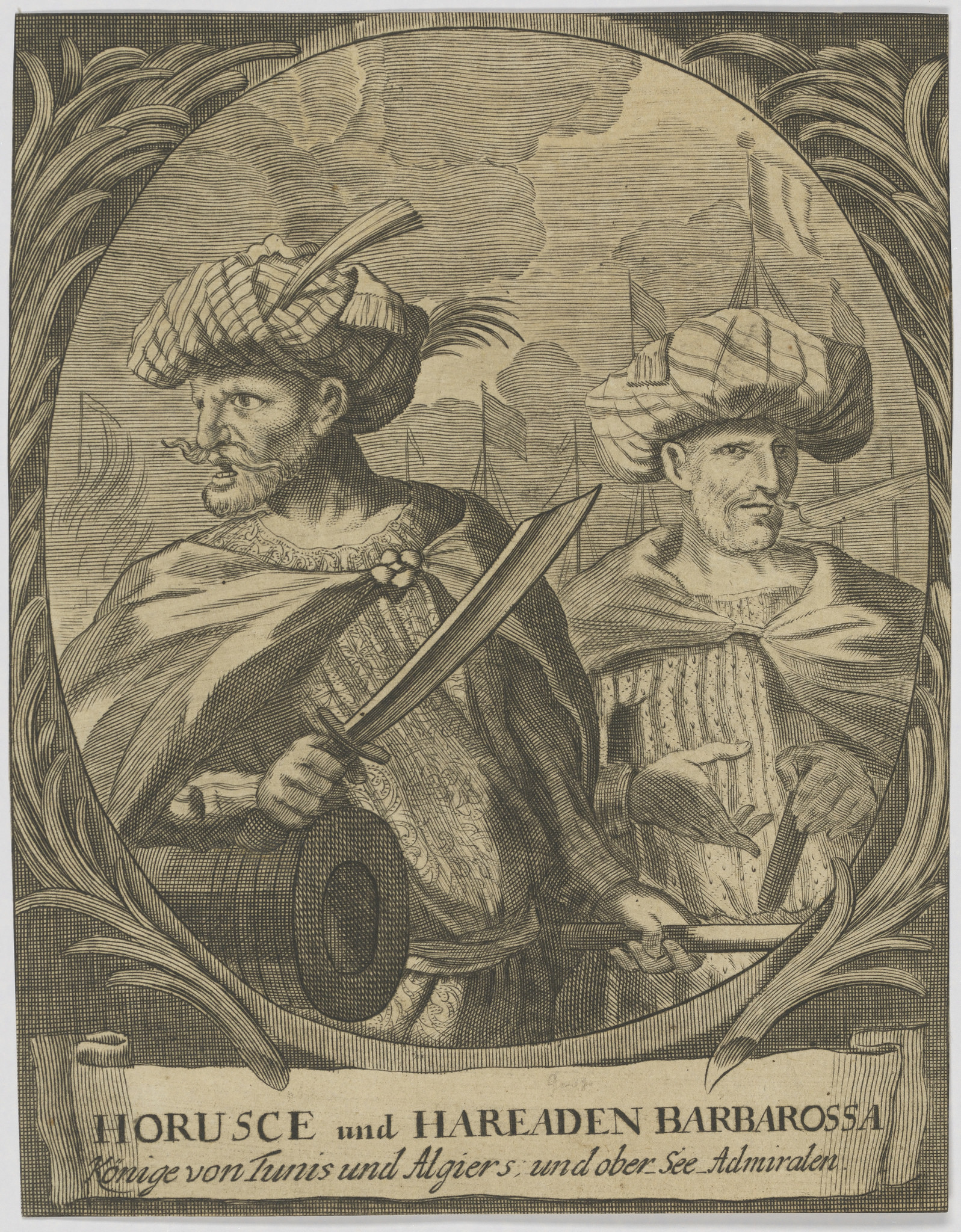
奧魯奇與赫茲爾兩兄弟

1509年，最年長的伊沙克也離開了家鄉米蒂利尼，前往拉古萊特與他的兄弟們會合。1504至1510年間，奧魯奇運送穆斯林、摩里斯科人從西班牙來到北非。他努力幫助有需要的西班牙穆斯林並將他們護送到安全的土地上，為此他的名聲不斷增加，並被尊稱為巴巴奧魯奇（意為父親奧魯奇），在西班牙、意大利與法國一帶則稱呼奧魯奇為巴巴羅薩（義大利語中紅鬍子之意）。
1510年，三兄弟襲擊了西西里島的帕塞羅角，並擊退西班牙對貝賈亞、瓦赫蘭和阿爾及爾發動的攻擊。1511年8月，他們突襲意大利南部的雷焦卡拉布里亞周圍地區。1512年8月，遭流放的貝賈亞統治者邀請奧魯奇兄弟幫忙趕走西班牙人，在戰鬥中奧魯奇失去了左手臂 ，為此他贏得了銀手臂的綽號（Gümüş Kol，據說奧魯奇命人用純銀打造一隻手臂，接在自己的斷肢上）。同年，三兄弟洗劫了西班牙的安達魯西亞沿岸，攻下熱那亞勞米利家族（Lomellini family）所擁有的泰拜爾蓋島，隨後他們又攻陷一座位於梅諾卡島的沿海城堡，然後朝利古里亞的方向前進，並在熱那亞附近俘獲了四艘熱那亞船隻，雖然熱那亞派出一支艦隊解救了遭擄獲的船隻，但奧魯奇兄弟也奪得熱那亞的旗艦。奧魯奇在不到一個月的時間里總共捕獲了二十三艘船隻，隨後返回拉古萊特。
三兄弟在拉古萊特建造了三艘帆船和一座火藥工廠。1513年，他們在前往法國的途中劫走四艘英國船隻，並突擊瓦倫西亞，再度擄獲四艘船艦，然後前往阿利坎特並在馬拉加附近俘獲一艘西班牙槳帆船。1513年和1514年，奧魯奇兄弟聘僱西班牙傭兵，並搬到位於阿爾及爾東部歇爾謝爾的新基地。1514年，奧魯奇率領十二艘槳帆船和一千名土耳其人，摧毀了兩座位於貝賈亞的西班牙堡壘，當馬約卡島總督米格爾·德·古里亞（Miguel de Gurrea）率領西班牙艦隊前來援助當地西班牙堡壘後，奧魯奇轉而航向休達並攻擊熱內亞控制的吉傑勒，奧魯奇後來攻陷位於突尼斯的馬赫迪耶。之後，他們襲擊西西里島、撒丁島、巴利阿里群島與西班牙王國的海岸，並俘虜了三艘大型船隻。1515年，他們在馬約卡島捕獲幾艘大帆船，一艘槳帆船和三艘三桅帆船。同年，奧魯奇向鄂圖曼帝國蘇丹塞利姆一世送去許多珍貴的禮物，塞利姆一世也回贈奧魯奇兩把鑲嵌鑽石裝飾的劍和兩艘槳帆船。1516年，庫爾特奧盧加入他們的海盜集團，奧魯奇兄弟圍攻厄爾巴島的城堡，並再次朝利古里亞方向航行，在那裡他們捕獲十二艘船隻並擊毀了二十八艘船艦。

## 統治阿爾及爾

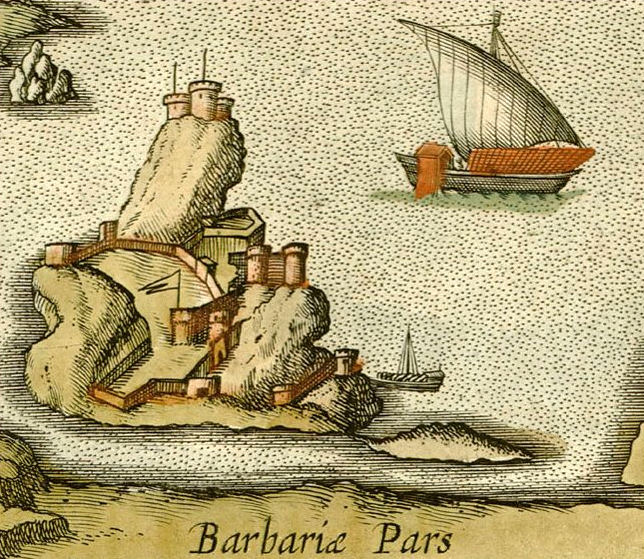
位於巴巴利海岸的西班牙堡壘

1516年，三兄弟從西班牙人手中拿下吉傑勒和阿爾及爾，並成功掌握城市和周邊地區，迫使前任統治者扎亚尼德王朝的阿布·哈姆莫·穆薩三世（Abu Hammu Musa III）逃離此地。當地的西班牙人不得不逃往阿爾及爾附近的西班牙堡壘避難，同時向西班牙國王查理一世請求幫助，雖然查理一世派遣軍隊支援，但仍未能迫使奧魯奇兄弟離開阿爾及爾。
在鞏固了自己的統治並宣布自己是阿爾及爾的新任蘇丹後，奧魯奇試圖擴張他的領土，他成功奪取米利亞納、麦迪亚與泰納斯。奧魯奇採用將風帆掛在大砲上，並在北非沙漠中運送的方式而聞名。1517年，這對兄弟襲擊了卡拉布里亞的伊索拉迪卡波里祖托。

## 加入鄂圖曼帝國
對奧魯奇來說，對付西班牙最好方式就是加入鄂圖曼帝國 - 鄂圖曼帝國有足夠的力量保護他的家園，同時也是西班牙的主要對手。為此，奧魯奇不得不將他的阿爾及爾蘇丹的頭銜讓予鄂圖曼帝國。他在1517年並向鄂圖曼蘇丹獻出阿爾及爾並宣誓效忠。蘇丹接受阿爾及爾作為鄂圖曼新的一省，並任命奧魯奇擔任阿爾及爾的貝伊與西地中海的贝勒贝伊，並答應提供他土耳其禁衛軍、戰艦和大砲等支援。

## 奧魯奇與伊沙克的死亡
西班牙人命令由他們扶植的特萊姆森與瓦赫蘭新任統治者阿布·扎伊恩（Abu Zayan）攻打奧魯奇，但奧魯奇事先得知西班牙人的計劃，並先發制人襲擊了特萊姆森，他奪下這座城市，並處決阿布·扎伊恩（詳見特萊姆森的陷落）。阿布·扎伊恩王朝唯一的倖存者是謝赫·布哈默德（Sheikh Buhammud），他逃向瓦赫蘭並西班牙請求援助。
1518年5月，西班牙國王查理一世抵達瓦赫蘭，並由謝赫·布哈默德和瓦赫蘭總督迪亞哥·德·科爾多瓦接待，查理一世指揮一萬名西班牙士兵，並加入數以千計的貝都因人軍隊前往特萊姆森，奧魯奇和伊沙克率領一千五百名土耳其人和五千名摩爾人士兵在特萊姆森與西班牙軍隊激戰了二十天，但最終在與一名西班牙士兵賈西亞·德·迪內歐（Garcia de Tineo）的戰鬥中喪生。
倖存的弟弟赫茲爾繼承他兄長的地位、海盜事業與巴巴羅薩的名號。

## 影響
奧魯奇建立了鄂圖曼帝國在北非長達四個世紀的統治，直到1830年阿爾及利亞遭法國佔領，1881年突尼斯被法國攻佔，1912年利比亞割讓給意大利，鄂圖曼在埃及與蘇丹名義上的統治則持續到1914年鄂圖曼帝國加入同盟國為止，第一次世界大戰結束後，1923年土耳其共和國政府與西方簽訂洛桑條約才正式宣布放棄北非剩餘的領土。

## 外部連結
- An article on the Barbarossa brothers
- Another article on the Barbarossa brothers （页面存档备份，存于）
- Encyclopedia of the Orient （页面存档备份，存于）
- Biography of Aruj （页面存档备份，存于）